# Élections législatives de 1936 dans les Ardennes
Les élections législatives françaises de 1936 ont lieu les 26 avril et 3 mai.

## Élus
|   | Circonscription | Député sortant   |  | Groupe parlementaire                                     | Député élu       |  | Groupe parlementaire                      |
| - | --------------- | ---------------- |  | -------------------------------------------------------- | ---------------- |  | ----------------------------------------- |
| 1 | 1re de Mézières | Maurice Voirin   |  | Parti socialiste                                         | Maurice Voirin   |  | Parti socialiste                          |
| 2 | 2e de Mézières  | Charles Boutet   |  | Parti socialiste                                         | Pierre Lareppe   |  | Communiste                                |
| 3 | Rethel          | Ferdinand Ledoux |  | Républicain radical et radical-socialiste                | Ferdinand Ledoux |  | Républicain radical et radical-socialiste |
| 4 | Rocroi          | Pierre Viénot    |  | Parti socialiste français & Parti républicain-socialiste | Pierre Viénot    |  | Union socialiste républicaine             |
| 5 | Sedan           | Edmond Barrachin |  | Gauche radicale                                          | Gabriel Delattre |  | Républicain radical et radical-socialiste |
| 6 | Vouziers        | Jules Courtehoux |  | Républicain radical et radical-socialiste                | Jules Courtehoux |  | Républicain radical et radical-socialiste |

## Résultats à l'échelle du département
| Partis         | Partis                                          | Premier tour | Premier tour | Deuxième tour | Deuxième tour | Sièges |
| Partis         | Partis                                          | Voix         | %            | Voix          | %             | Sièges |
| -------------- | ----------------------------------------------- | ------------ | ------------ | ------------- | ------------- | ------ |
|                | Parti républicain radical et radical-socialiste | 21 060       | 30,67        | 23 939        | 39,77         | 3      |
|                | Section française de l'Internationale ouvrière  | 14 156       | 20,62        | 7 222         | 12,00         | 1      |
|                | Parti communiste-SFIC                           | 12 329       | 17,96        | 7 106         | 11,80         | 1      |
|                | Alliance démocratique                           | 11 100       | 16,17        | 10 552        | 17,53         | 0      |
|                | Union socialiste républicaine                   | 4 108        | 5,98         | 6 930         | 11,51         | 1      |
|                | Fédération républicaine                         | 3 816        | 5,56         | 4 093         | 6,80          | 0      |
|                | Parti agraire et paysan français                | 808          | 1,18         |               |               | 0      |
|                | Parti socialiste communiste                     | 713          | 1,04         | 0             |               |        |
|                | Divers gauche                                   | 427          | 0,62         | 0             |               |        |
|                | Divers                                          | 139          | 0,20         | 358           | 0,59          | 0      |
|                |                                                 |              |              |               |               |        |
| Inscrits       | Inscrits                                        | 81 228       | 100,00       | 70 202        | 100,00        | 6      |
| Votants        | Votants                                         | 69 765       | 85,89        | 61 195        | 87,17         |        |
| Abstentions    | Abstentions                                     | 11 463       | 14,11        | 9 007         | 12,83         |        |
| Blancs et nuls | Blancs et nuls                                  | 1 109        | 1,59         | 905           | 1,48          |        |
| Exprimés       | Exprimés                                        | 68 656       | 98,41        | 60 200        | 98,37         |        |

## Résultats par arrondissement

### Arrondissement de Mézières

#### 1recirconscription
| Candidats      | Candidats      | Étiquette      | Premier tour | Premier tour | Deuxième tour | Deuxième tour |
| Candidats      | Candidats      | Étiquette      | Voix         | %            | Voix          | %             |
| -------------- | -------------- | -------------- | ------------ | ------------ | ------------- | ------------- |
|                | Maurice Voirin | SFIO           | 3 968        | 34,20        | 7 222         | 63,83         |
|                | Compain        | PC-SFIC        | 2 943        | 25,36        |               |               |
|                | Domureau       | FR             | 2 373        | 20,45        | 4 093         | 36,17         |
|                | Menard         | PRRRS          | 2 203        | 18,98        |               |               |
|                | Divers         | Divers         | 117          | 1,01         |               |               |
|                |                |                |              |              |               |               |
| Inscrits       | Inscrits       | Inscrits       | 13 503       | 100,00       | 12 489        | 100,00        |
| Votants        | Votants        | Votants        | 11 788       | 87,30        | 11 588        | 92,79         |
| Abstention     | Abstention     | Abstention     | 1 715        | 12,70        | 901           | 7,21          |
| Blancs et nuls | Blancs et nuls | Blancs et nuls | 184          | 1,56         | 273           | 2,36          |
| Exprimés       | Exprimés       | Exprimés       | 11 604       | 98,44        | 11 315        | 97,64         |

#### 2ecirconscription
| Candidats      | Candidats      | Étiquette      | Premier tour | Premier tour | Deuxième tour | Deuxième tour |
| Candidats      | Candidats      | Étiquette      | Voix         | %            | Voix          | %             |
| -------------- | -------------- | -------------- | ------------ | ------------ | ------------- | ------------- |
|                | Pierre Lareppe | PC-SFIC        | 4 752        | 33,74        | 7 106         | 50,70         |
|                | Boissel        | PRRRS          | 3 953        | 28,06        | 6 908         | 49,29         |
|                | Charles Boutet | SFIO           | 3 916        | 27,80        |               |               |
|                | Doffagne       | FR             | 1 443        | 10,24        |               |               |
|                | Divers         | Divers         | 22           | 0,16         | 2             | 0,01          |
|                |                |                |              |              |               |               |
| Inscrits       | Inscrits       | Inscrits       | 16 399       | 100,00       | 16 397        | 100,00        |
| Votants        | Votants        | Votants        | 14 202       | 86,60        | 14 222        | 86,74         |
| Abstention     | Abstention     | Abstention     | 2 197        | 13,40        | 2 175         | 13,26         |
| Blancs et nuls | Blancs et nuls | Blancs et nuls | 116          | 0,82         | 206           | 1,45          |
| Exprimés       | Exprimés       | Exprimés       | 14 086       | 99,18        | 14 016        | 98,55         |

### Arrondissement de Rethel
| Candidats      | Candidats        | Étiquette      | Premier tour | Premier tour | Deuxième tour | Deuxième tour |
| Candidats      | Candidats        | Étiquette      | Voix         | %            | Voix          | %             |
| -------------- | ---------------- | -------------- | ------------ | ------------ | ------------- | ------------- |
|                | Arnould          | AD             | 3 208        | 34,25        | 4 324         | 46,25         |
|                | Ferdinand Ledoux | PRRRS          | 2 648        | 28,27        | 4 670         | 49,95         |
|                | Camille Lassaux  | SFIO           | 1 562        | 16,68        |               |               |
|                | Chenu            | PAPF           | 808          | 8,63         |               |               |
|                | Dufort           | PSC            | 713          | 7,61         |               |               |
|                | Bienfait         | DVG            | 427          | 4,56         |               |               |
|                | Divers           | Divers         |              |              | 356           | 3,81          |
|                |                  |                |              |              |               |               |
| Inscrits       | Inscrits         | Inscrits       | 11 149       | 100,00       | 11 150        | 100,00        |
| Votants        | Votants          | Votants        | 9 519        | 85,38        | 9 622         | 86,30         |
| Abstention     | Abstention       | Abstention     | 1 630        | 14,62        | 1 528         | 13,70         |
| Blancs et nuls | Blancs et nuls   | Blancs et nuls | 153          | 1,61         | 272           | 2,83          |
| Exprimés       | Exprimés         | Exprimés       | 9 366        | 98,39        | 9 350         | 97,17         |

### Arrondissement de Rocroi
| Candidats      | Candidats       | Étiquette      | Premier tour | Premier tour | Deuxième tour | Deuxième tour |
| Candidats      | Candidats       | Étiquette      | Voix         | %            | Voix          | %             |
| -------------- | --------------- | -------------- | ------------ | ------------ | ------------- | ------------- |
|                | Pierre Viénot   | USR            | 4 108        | 35,65        | 6 930         | 60,18         |
|                | Posty           | PRRRS          | 2 651        | 23,00        | 4 585         | 39,82         |
|                | Cercler         | AD             | 1 911        | 16,58        |               |               |
|                | Clément Pierlot | PC-SFIC        | 1 664        | 14,44        |               |               |
|                | Boizy           | SFIO           | 1 190        | 10,33        |               |               |
|                |                 |                |              |              |               |               |
| Inscrits       | Inscrits        | Inscrits       | 13 796       | 100,00       | 13 795        | 100,00        |
| Votants        | Votants         | Votants        | 11 625       | 84,26        | 11 666        | 84,57         |
| Abstention     | Abstention      | Abstention     | 2 171        | 15,74        | 2 129         | 15,43         |
| Blancs et nuls | Blancs et nuls  | Blancs et nuls | 101          | 0,87         | 151           | 1,29          |
| Exprimés       | Exprimés        | Exprimés       | 11 524       | 99,13        | 11 515        | 98,71         |

### Arrondissement de Sedan
| Candidats      | Candidats        | Étiquette      | Premier tour | Premier tour | Deuxième tour | Deuxième tour |
| Candidats      | Candidats        | Étiquette      | Voix         | %            | Voix          | %             |
| -------------- | ---------------- | -------------- | ------------ | ------------ | ------------- | ------------- |
|                | Edmond Barrachin | AD             | 5 981        | 43,16        | 6 228         | 44,47         |
|                | Gabriel Delattre | PRRRS          | 3 391        | 24,47        | 7 776         | 55,53         |
|                | Marceau Vignon   | SFIO           | 2 759        | 19,91        |               |               |
|                | Émile Galatry    | PC-SFIC        | 1 726        | 12,46        |               |               |
|                |                  |                |              |              |               |               |
| Inscrits       | Inscrits         | Inscrits       | 16 371       | 100,00       | 16 371        | 100,00        |
| Votants        | Votants          | Votants        | 13 976       | 85,37        | 14 097        | 86,11         |
| Abstention     | Abstention       | Abstention     | 2 395        | 14,63        | 2 274         | 13,89         |
| Blancs et nuls | Blancs et nuls   | Blancs et nuls | 119          | 0,85         | 93            | 0,66          |
| Exprimés       | Exprimés         | Exprimés       | 13 857       | 99,15        | 14 004        | 99,34         |

### Arrondissement de Vouziers
| Candidats      | Candidats          | Étiquette      | Premier tour | Premier tour |
| Candidats      | Candidats          | Étiquette      | Voix         | %            |
| -------------- | ------------------ | -------------- | ------------ | ------------ |
|                | Jules Courtehoux   | PRRRS          | 6 214        | 75,61        |
|                | Jules Fuzellier    | PC-SFIC        | 1 244        | 15,14        |
|                | François Chassagne | SFIO           | 761          | 9,26         |
|                |                    |                |              |              |
| Inscrits       | Inscrits           | Inscrits       | 10 010       | 100,00       |
| Votants        | Votants            | Votants        | 8 655        | 86,46        |
| Abstention     | Abstention         | Abstention     | 1 355        | 13,54        |
| Blancs et nuls | Blancs et nuls     | Blancs et nuls | 436          | 5,04         |
| Exprimés       | Exprimés           | Exprimés       | 8 219        | 94,96        |